# DoRo Produktion
Die DoRo Produktion Ges.mbH war eine österreichische Filmproduktionsgesellschaft mit Sitz in Wien, gegründet von Rudi Dolezal und Hannes Rossacher.

## Geschichte

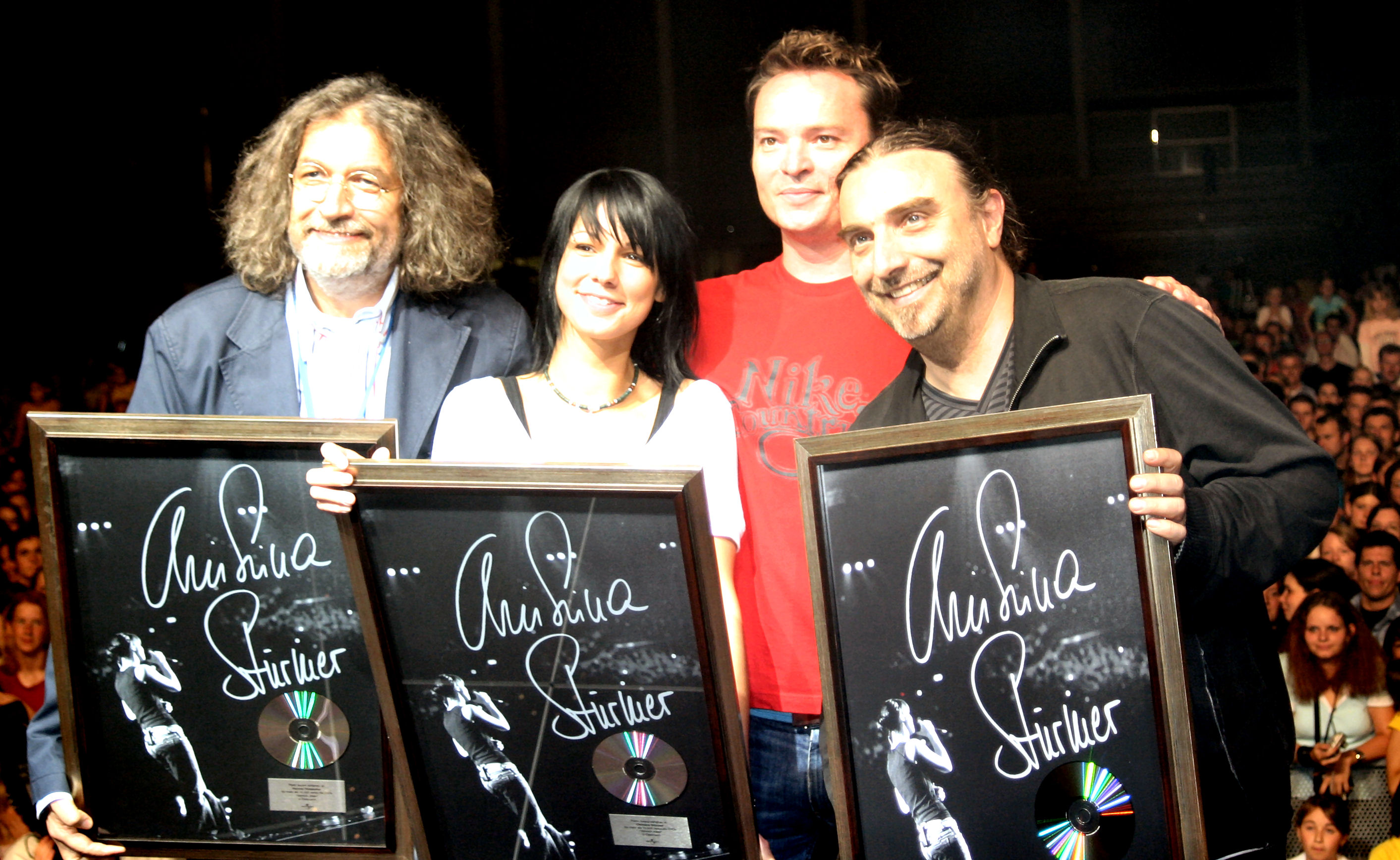
Hannes Rossacher (DoRo), Christina Stürmer, Hannes Eder (Universal Music Austria) und Rudi Dolezal (DoRo) bei einem Konzert 2005 in Linz/Österreich (v.l.n.r)

Dolezal und Rossacher, auch „Torpedo Twins“ genannt, produzierten ab 1976 zunächst verschiedene Sendungen bei ORF, ARD und ZDF, später mit eigenen Produktionsgesellschaften, wovon die DoRo-Produktion die wichtigste und bekannteste war. Sie haben neben Musikvideos auch die Formate Longform-Video und Dokumentarfilme über Musiker mitgeprägt.
Arbeiten für internationale Künstler wie Scorpions, Queen, The Rolling Stones, David Bowie, Miles Davis, Michael Jackson, Bon Jovi, Whitney Houston, Bruce Springsteen oder Frank Zappa, aber auch für deutschsprachige Künstler wie Marius Müller-Westernhagen, BAP, Peter Maffay, Herbert Grönemeyer, Nina Hagen, Sandra, Trio, Udo Lindenberg, H-Blockx, Tic Tac Toe, Die Toten Hosen, Die Fantastischen Vier, Erste Allgemeine Verunsicherung, Wolfgang Ambros, Georg Danzer, Rainhard Fendrich und Falco brachten ihnen teils weltweite Anerkennung.
Auch das Design, mit dem der Musiksender VIVA 1993 an den Start ging, stammte von DoRo, die zu den Gründern und Teilhabern des Senders gehörten. Nachdem MTV nicht die Musikvideos von Marius Müller-Westernhagen senden wollte, weil dieser auf Deutsch singt, planten beide zusammen 3 Jahre lang den deutschen Musik-TV-Sender VIVA.
Ende der 1990er Jahre entstand ein Unternehmensgeflecht mit Ablegern in verschiedenen Ländern (USA, Deutschland, Großbritannien, Italien etc.), welches einen Börsengang als DoRo Media AG plante. Ende 2002 meldeten die meisten dieser Gesellschaften, auch das Stammhaus in Wien, Konkurs an.
Keimzelle für den Neuanfang war ab 2003 der Münchner Ableger der DoRo Media AG, den die Filmemacher aus den Resten zurückkauften. Über eine neu gegründete Tochtergesellschaft ist DoRo wieder in Wien vertreten.
Zu den seitdem erfolgten Fernseh-Produktionen zählen u. a. eine sechsteilige ARTE-Dokumentation über politische Inhalte in der Popmusik (Get Up, Stand Up) sowie Künstlerporträts für den nichtkommerziellen US-Sender PBS (Sarah Brightman, Billy Joel und José Carreras).
Für Rossacher ist das Video-Geschäft aktuell „ausgereizt – in kommerzieller und künstlerischer Hinsicht“.
Am 29. November 2019 musste die DoRo GmbH mit Sitz in Wien und Purkersdorf Insolvenz anmelden. Die Filmproduktionsgesellschaft war laut Antrag mit 540.000 Euro überschuldet, Grund war laut Antrag eine überhöhte Honorarforderung eines Dienstleisters, der Wegfall des größten Auftraggebers und die Veruntreuung – eine Klage wurde eingereicht – von 80.000 Euro durch einen ehemaligen Mitarbeiter.

## Videoclips (Auswahl)
Falco:
- Der Kommissar (1981)
- Helden von Heute (1982)
- Junge Roemer (1984)
- Rock Me Amadeus / Vienna Calling / Jeanny (alle 1985)
- Coming Home / The Sound of Musik (beide 1986)
- Emotional / Body Next to Body (beide 1987)
- Wiener Blut / Satellite to Satellite (1988)
- Data de Groove / Charisma Kommando (beide 1990)
- Titanic (1992)
- Mutter, der Mann mit dem Koks ist da (1995)
- Naked (1996)
- Out of the Dark (1998)
- Verdammt wir leben noch! (1999)

Queen:
- One Vision (1985)
- Friends Will Be Friends (1986)
- Breakthru / The Invisible Man / Scandal / The Miracle (alle 1989)
- Innuendo / Headlong / I’m Going Slightly Mad / These Are the Days of Our Lives / The Show Must Go On (alle 1991)
- A Winter’s Tale / Too Much Love Will Kill You (alle 1995)
- No-One but You (Only the Good Die Young) (1997)

Freddie Mercury:
- Living on My Own (1985)

Modern Talking:
- Atlantis Is Calling (S.O.S. for Love) (1986)
- Jet Airliner (1987)

The Cross:
- Power to Love (1990; aufgenommen 1989)

Brian May:
- Too Much Love Will Kill You (1992)
- Back to the Light (1992)

Roger Taylor:
- Happiness? (1994)

Sarah Connor:
- French Kissing / One Night Stand (2002)

- Der Watzmann ruft - Ein Rustikal von M. O. Tauchen (2002)

Rammstein
- Du hast (1997)
- Engel (1997)
- Du riechst so gut (1998)
- Ich will (2001)
- Sonne (2001)

## Longform-Videos (Auswahl)
- Freddie Mercury – The Untold Story
- Bon Jovi – The Crush Tour
- EAV – Kunst-Tour ’95
- EAV – Let’s Hop – Die besten Videos der EAV
- EAV – 100 Jahre EAV – Live
- Falco – Hoch wie nie
- Westernhagen – Live
- Scorpions – Acoustica (2001)

## Auszeichnungen
- 1993 Nominierung als erste deutschsprachige Regisseure für den Video-Grammy (für Miles Davis & Quincy Jones Live at Montreux)[5]
- Bronzener Löwe beim Werbefilm-Festival in Cannes[6]
- Gold Camera Award des American Film and Video Festival in Chicago für das Musikvideo zu Titanic von Falco
- deutscher Schallplatten-Preis Echo in vier aufeinanderfolgenden Jahren (1992–1995) für das Video des Jahres
- Pop-Amadeus in Österreich drei Jahre in Serie
- Video-Awards sowohl von MTV wie auch von VIVA (Comet) – jeweils mehrfach
- der Wien-Film 1001 Bilder von Wien wurde 1995 als „weltbester Tourismusfilm“ von C.I.F.F.T. (Comité International des Festivals du Film Touristique) ausgezeichnet
- Staatspreis Wirtschaftsfilm (1996)[7]
- Silbernes Ehrenzeichen der Republik Österreich für internationales Kulturschaffen (1993)
- zweifacher Gewinner der Goldenen Rose von Montreux als erste Österreicher seit 30 Jahren für Die Akte Joel von Beate Thalberg (Buch und Regie) sowie Freddie Mercury - the untold story von Simon Witter (Buch), Rudi Dolezal und Hannes Rossacher (Regie)
- österreichischer Fernsehpreis Romy (2002) für Die Akte Joel von Beate Thalberg (Buch und Regie)[8]
- 1995 DIVA-Award